# Sedum concarpum
Sedum concarpum är en fetbladsväxtart som beskrevs av Fröderstr.. Sedum concarpum ingår i Fetknoppssläktet som ingår i familjen fetbladsväxter. Inga underarter finns listade i Catalogue of Life.